# Latrop
Latrop ist ein Stadtteil von Schmallenberg im Hochsauerlandkreis in Nordrhein-Westfalen (Deutschland).

## Geographische Lage
Latrop liegt im Rothaargebirge im Naturpark Sauerland-Rothaargebirge. Es befindet sich 5,7 km südöstlich der Schmallenberger Kernstadt sowie 3,5 km südlich von Grafschaft, 0,9 km südwestlich von Störmecke, 3,5 km südwestlich von Schanze, 3,6 km ostnordöstlich von Jagdhaus, 1,2 km ostsüdöstlich von Waidmannsruh und 4,5 km südöstlich von Fleckenberg; sie alle sind Schmallenberger Stadtteile. Im benachbarten Kreis Siegen-Wittgenstein liegt 8,3 km südsüdöstlich die Bad Berleburger Kernstadt, 5,7 km südsüdwestlich der Bad Berleburger Stadtteil Wingeshausen und 3,6 km östlich der Bad Berleburger Weiler Kühhude.
Zu den Bergen, die das auf 423 m bis 465 m ü. NHN gelegene Latrop einrahmen, gehören der Große Kopf (740,3 m) im Südosten und die Schmallenberger Höhe (668,2 m) im Nordwesten sowie die Kleine Bamicke (661,4 m) und die Große Bamicke (614,5 m) im Südwesten. Durch Latrop fließt mit der dort durch den Schladebach (Grubensiepen) gespeisten Latrop ein südöstlicher Zufluss der zur Ruhr strebenden Lenne.

## Geschichte

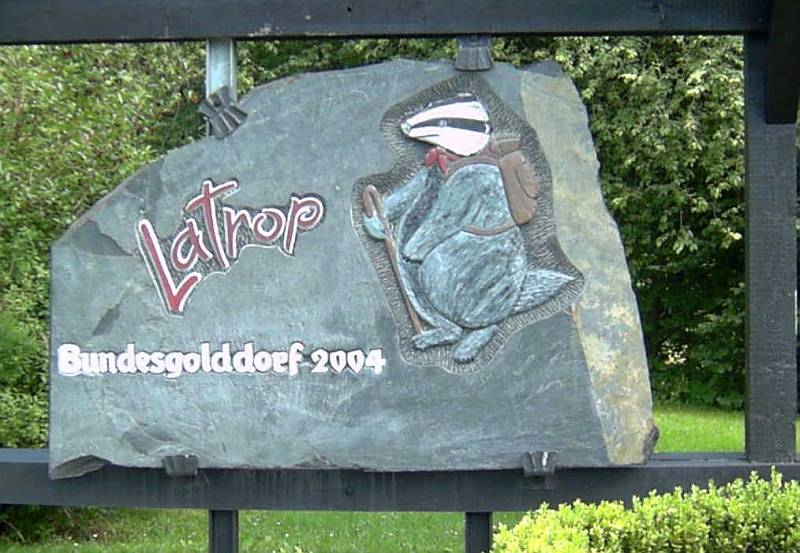
Ortseingang von Latrop

1257 wurde erstmals ein Johannes von Latroph in einer Urkunde benannt. Im 15. Jahrhundert wurden aufgrund von Fehden vermutlich die meisten Höfe oberhalb Oberfleckenbergs, zu denen auch Latrop gehörte, zerstört; der Ort fiel wüst. Über 100 Jahre später besichtigte 1617 der Abt Gabel Schaffen des Klosters Grafschaft den zerstörten Ort. Er fasste daraufhin den Entschluss, Latrop wieder zu besiedeln. Ein Rechtsstreit zwischen der Stadt Schmallenberg und dem Kloster Grafschaft zwischen 1618 und 1630 verhinderte zunächst die Ansiedlung. Das Kloster gewann jedoch den Prozess und begann mit der erneuten Besiedlung des Ortes. 1897 wurde in Latrop die erste Schule gebaut. Rund 70 Jahre später (1968) wurde diese wieder geschlossen. Bis zur kommunalen Neugliederung gehörte Latrop zur Gemeinde Grafschaft, seit dem 1. Januar 1975 zur Stadt Schmallenberg. Im Sommer 2007 wurde in Latrop im Rahmen einer Festwoche das 750-jährige Jubiläum der Ersterwähnung gefeiert.

## Religion

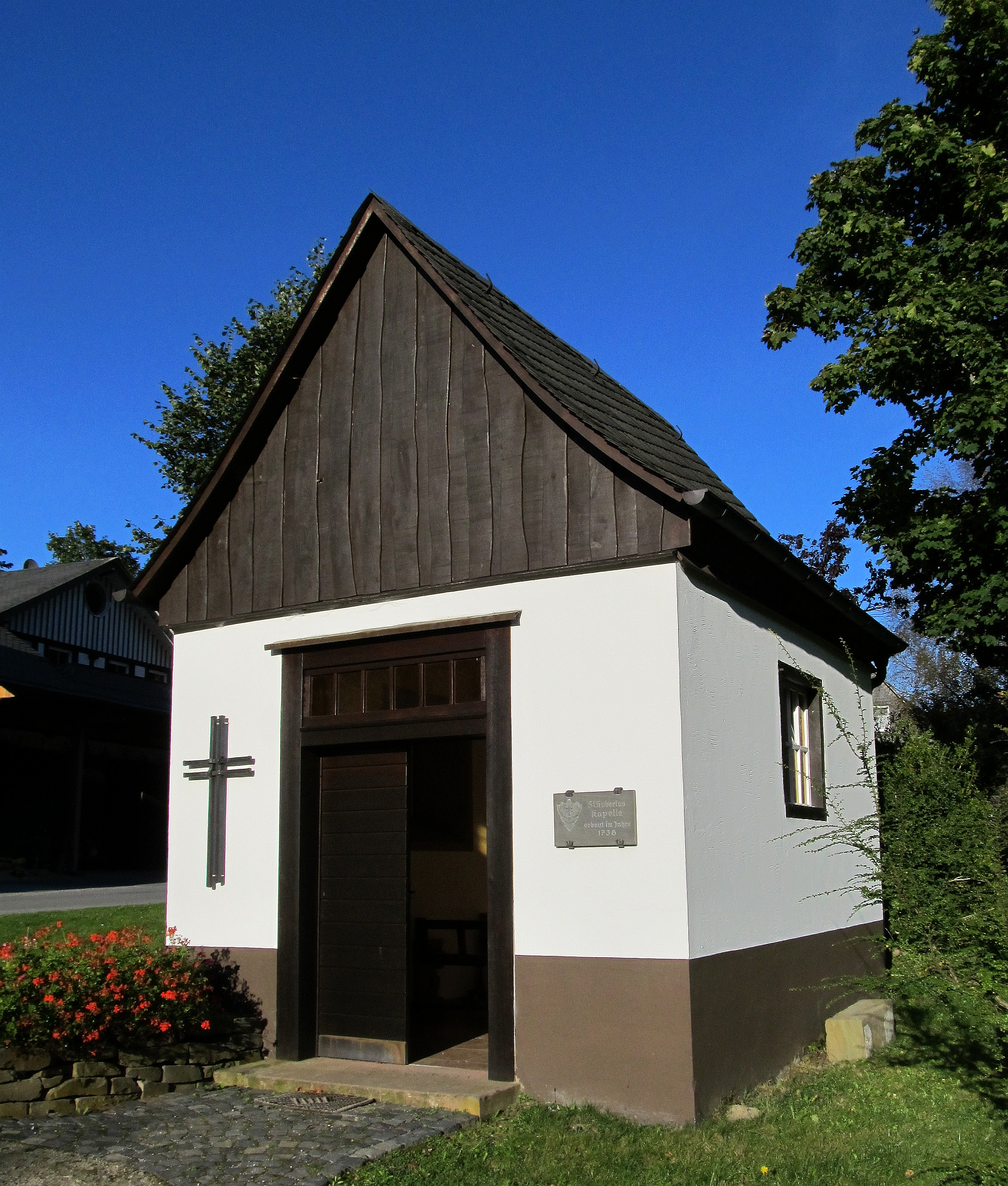
St.-Hubertus-Kapelle

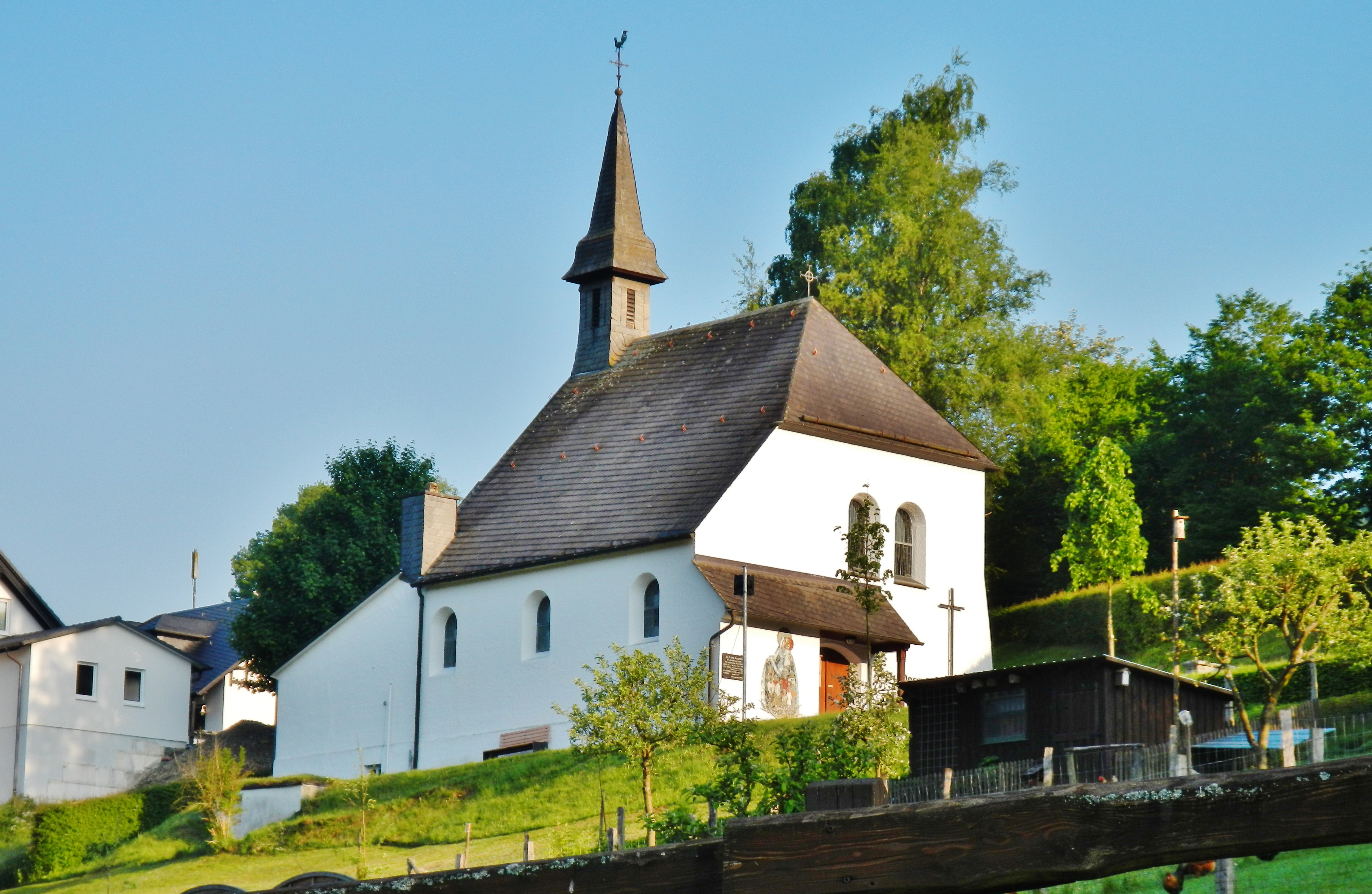
St.-Josef-Kapelle

Im Jahr 1738 wurde die St.-Hubertus-Kapelle errichtet. 1906 entstand nach den Plänen von Joseph Buchkremer die St.-Josefs-Kapelle. Die Kapelle erhielt erst in den 1920er Jahren eine Orgel und Glocken.

## Sonstiges

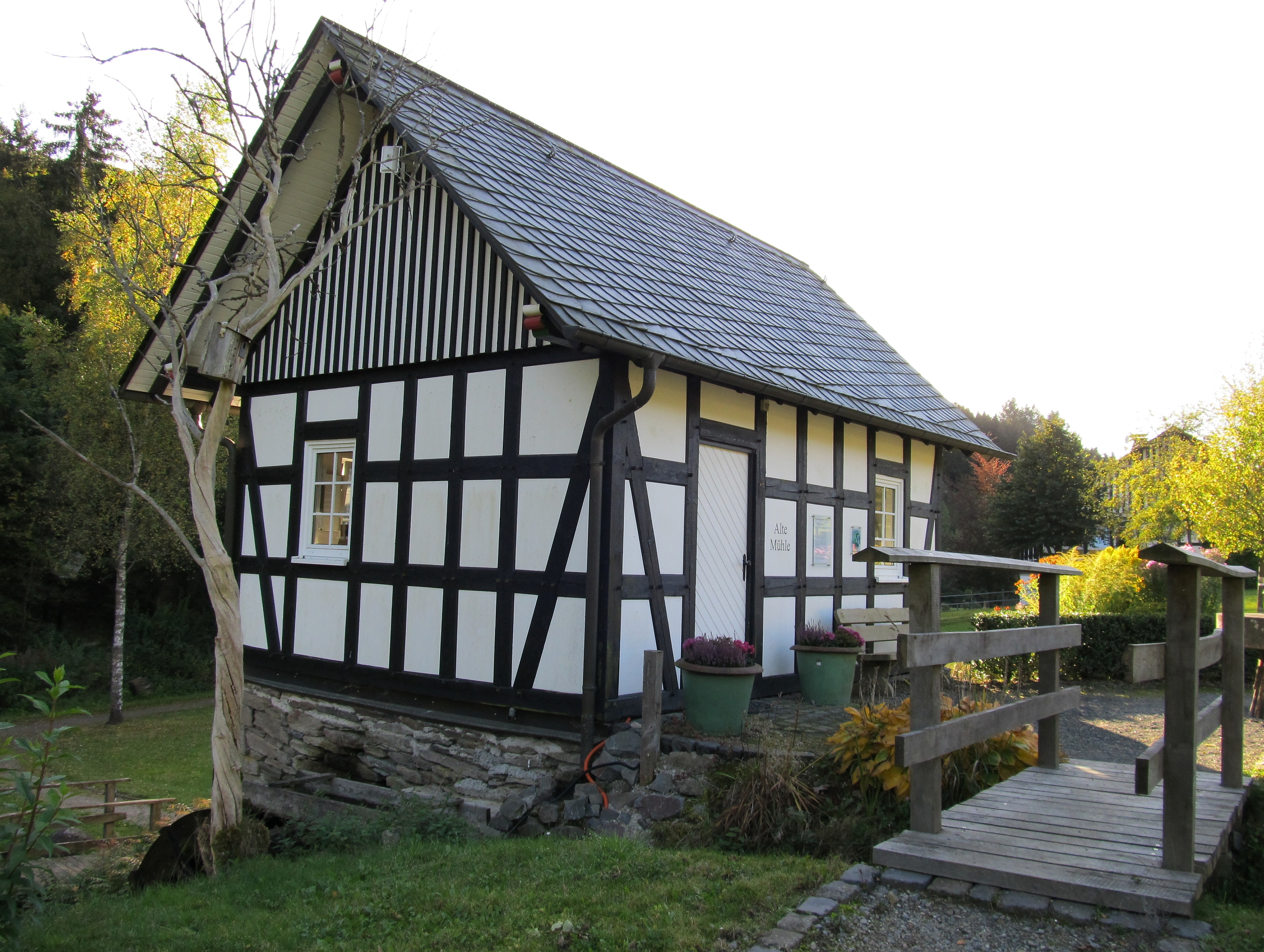
Alte Mühle und Waldarbeitermuseum

Im Latroper Grubental steht der Altarstein Latrop. Der Altarstein soll an eine alte heidnische Opferstätte erinnern.
Latrop gewann 2004 im Wettbewerb Unser Dorf soll schöner werden Bundesgold. 2006 belegte Latrop beim Europäischen Dorferneuerungspreis den 2. Platz.
In Latrop befindet sich ein Waldarbeitermuseum in der ehemaligen Alten Mühle. Dort wird die Geschichte des Dorfes, insbesondere in der Verbindung mit der Arbeit im Wald und der Holzverarbeitung, dargestellt.
Durch Latrop führt der Talweg des Rothaarsteigs.